# Vinogradov Igrado-3
Vinogradov Igrado 3B/M (rusky Виноградов Иградо 3Б/М) bylo sovětské experimentální lehké letadlo. Letoun byl vytvořen na přelomu 20. a 30. let konstruktérem ing. Ivanem Nikolajevičem Vinogradovem, vojenským pilotem-veteránem z první světové války.

## Vznik a vývoj
Sovětské státní organizace jako Centrální aerohydrodynamický institut (CAGI), Výzkumný ústav leteckých sil (NII VVS) a letecké ústavy v Charkově a Moskvě (ChAI a MAI) ve 20. letech financovaly nespočet programů pro konstrukci a stavbu letadel. Jedním z podporovaných konstruktérů byl i I. N. Vinogradov.
Na konci 20. let 20. století navrhl veteránský pilot Ivan Vinogradov neobvyklý koncept modulárního letadla, které bylo nazváno Vinogradov Igrado 3B/M. Toto experimentální letadlo mělo být schopno sloužit jako dvouplošník a po demontáži horního křídla jako dolnokřídlý jednoplošník. Letadlo bylo postaveno v letech 1931 v dílnách Moskevské letecké školy Osoaviachimu (pozdější DOSAAF), ve škole FZU M. V. Frunzeho.

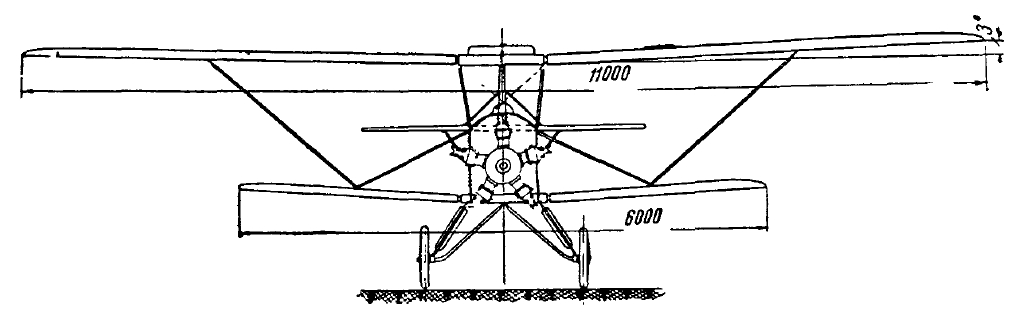
Vinogradov Igrado 3 (skica 1)

## Popis letounu
Lehký letoun byl jednomotorový, dvoumístný, v základní variantě jako dvouplošník. Konstrukce letounu byla smíšená: kov a dřevo. Přední část trupu byla hliníková s vlnitým opláštěním, zatímco křídla byla dřevěná s plátěným potahem a ocasní část byla převážně ze dřeva. Horní křídlo bylo neseno trubkovými vzpěrami, baldachýnem. Křidélka byla pouze na dolním křídle, po celé délce rozpětí křídla. Šikmé vzpěry mezi křídly byly rovněž trubkové. Vzpěry použité na letounu byly z oceli nebo z hliníkové slitiny. Křídla bylo možné sklopit po stranách trupu. Ocasní část měla vyztužený dřevěný rám a potah překližkou.
Podvozek byl vybaven lehce odnímatelným zařízením umožňujícím použití s lyží nebo plováků. Letoun byl poháněn československým vzduchem chlazeným hvězdicovým pětiválcovým motorem Walter NZ-60.
Experiment spočíval v možnosti demontovat horní křídlo a vytvořit tím dolnoplošník. Jednalo se tedy o kombinovaný dvousedadlový dvouplošník s odnímatelným horním křídlem.

## Použití
Letoun Igrado poprvé vzlétl v roce 1930 pilotován Vinogradovem, avšak hned při vzletu letadlo havarovalo. Během zimy 1930/31 byl letoun opraven. V květnu 1931 provedl Vinogardov několik vzletů. Vinogradov však rychle zjistil, že v konfiguraci dvouplošníku je použitý motor Walter NZ-60 o výkonu 60 k výkonově nedostatečný. Ještě méně vhodný by byl pro použití jako jednoplošníku. Vinogradov sice plánoval instalaci výkonnějšího motoru, ale k tomu již nedošlo.
Byl to však pokus o vytvoření univerzálního, víceúčelového lehkého letadla.

## Uživatelé

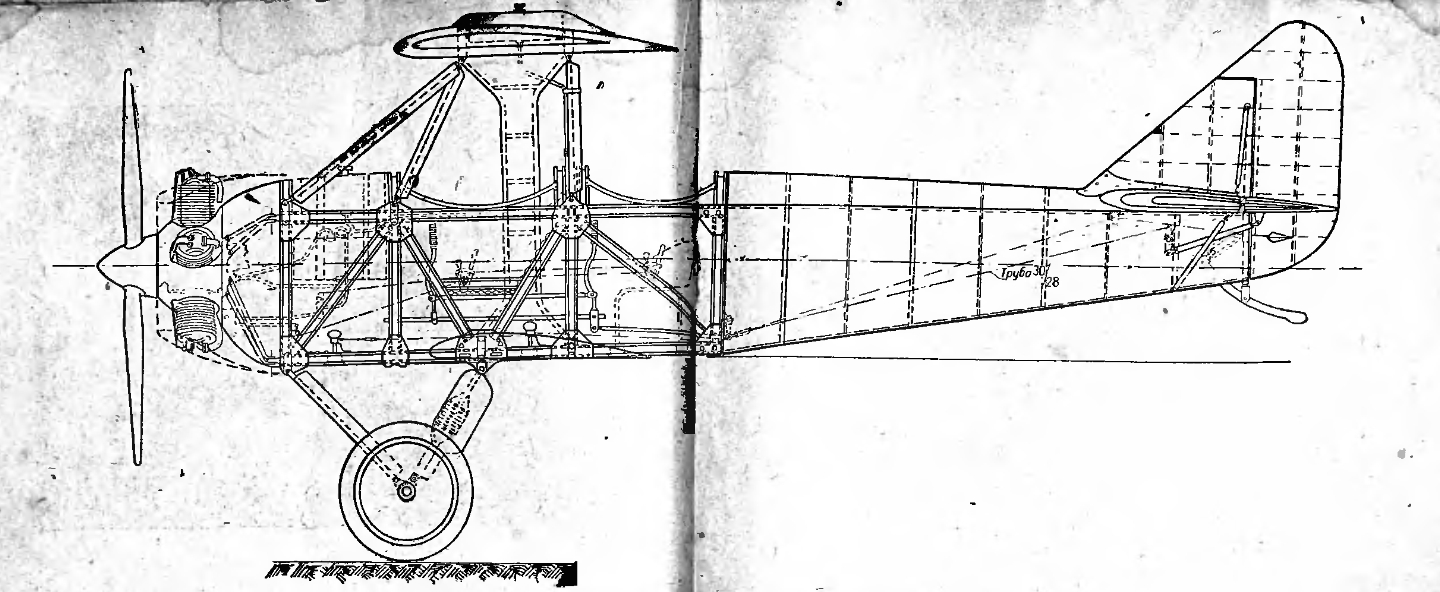
Vinogradov Igrado 3 (skica 2)

- Sovětský svaz
  - Osoaviachim

## Specifikace
Údaje dle

### Technické údaje
- Posádka: 2
- Rozpětí křídla: 10,2 m (horní křídlo), 8,3 m (dolní křídlo)
- Délka: 5,4 m
- Výška: 2,62 m
- Nosná plocha: 22,92 m2 (horní křídlo 12,98 m2, dolní křídlo 9,94 m2)
- Plošné zatížení: 35,4 kg/m2
- Hmotnost prázdného letounu: 500 kg
- Vzletová hmotnost: 765 kg
- Pohonná jednotka: vzduchem chlazený hvězdicový pětiválcový motor Walter NZ-60
  - nominální výkon: 60 k (44 kW) při 1400 ot/min
  - vzletový výkon: 75 k (55 kW) při 1750 ot/min
- Vrtule: dřevěná, dvoulistá vrtule s pevnými listy o průměru 2 m

### Výkony
- Maximální rychlost: 130 km/h
- Cestovní rychlost: 104 km/h
- Přistávací rychlost: 60 km/h
- Dostup: 3 800 m